# Az (Volk)
Die Az waren ein Turkvolk, dessen Ursprung nicht vollständig geklärt ist.
Einzige Beweise für die Existenz dieses Volkes oder Stammes sind die Bayan-Kol- und die Mugur-Sargol-Inschriften sowie unter anderem auch einige Verse aus den Göktürken-Inschriften.
Über die Herkunft der Az gibt es viele Thesen, doch wahrscheinlich waren sie ein Volk nicht-türkischer Herkunft, das durch verschiedene türkische Völker assimiliert wurde. 
Laut den Bayan-Kol-Inschriften lebten die Az bestehend aus sechs Unter-Clans in der Region Mugur im Westen des Tannu-ola-Gebirges.
Den Namen Az fand man schriftlich zum ersten Mal in den Göktürken-Inschriften unter dem Abschnitt, der die Schlachten zwischen den Göktürken und den Kirgisen beschreibt. In einer Schlacht gegen die Türgiş kämpften die Az wahrscheinlich auf der Seite der Türgiş; denn es gab unter den Generälen des Türgiş-Herrschers einen namens Az Tutuk. Bei einem Aufstand der Az im Jahre 714 besiegten die Göktürken diese zum wiederholten Mal. Den Namen Az findet man auch in uigurischen Schriften wie etwa der Schine-Usu- oder den Terhin-Inschriften.